# Parlagi pityer
A parlagi pityer  (Anthus campestris) a madarak osztályának verébalakúak (Passeriformes) rendjébe és a billegetőfélék (Motacillidae) családjába tartozó faj.

## Előfordulása
Angliát kivéve egész Európa, Közép-Ázsia és Észak-Afrika az élőhelye. Rövidtávú vonuló.

## Alfajai
- Anthus campestris campestris
- Anthus campestris griseus
- Anthus campestris kastschenkoi

## Megjelenése
Testhossza 16,5–18 centiméter, szárnyfesztávolsága 26 centiméter, testtömege 28 gramm.
Fölül világos sárgásszürke, néhány elmosódott sötét folttal, alul piszkos sárgásfehér, a begyén néhány sötét szárfolttal tarkított. Szeme fölött világossárgás csík; szárnyán két sárgásfehér keresztsáv.

## Életmódja
Sáskákkal, hernyókkal és legyekkel táplálkozik.

## Szaporodás

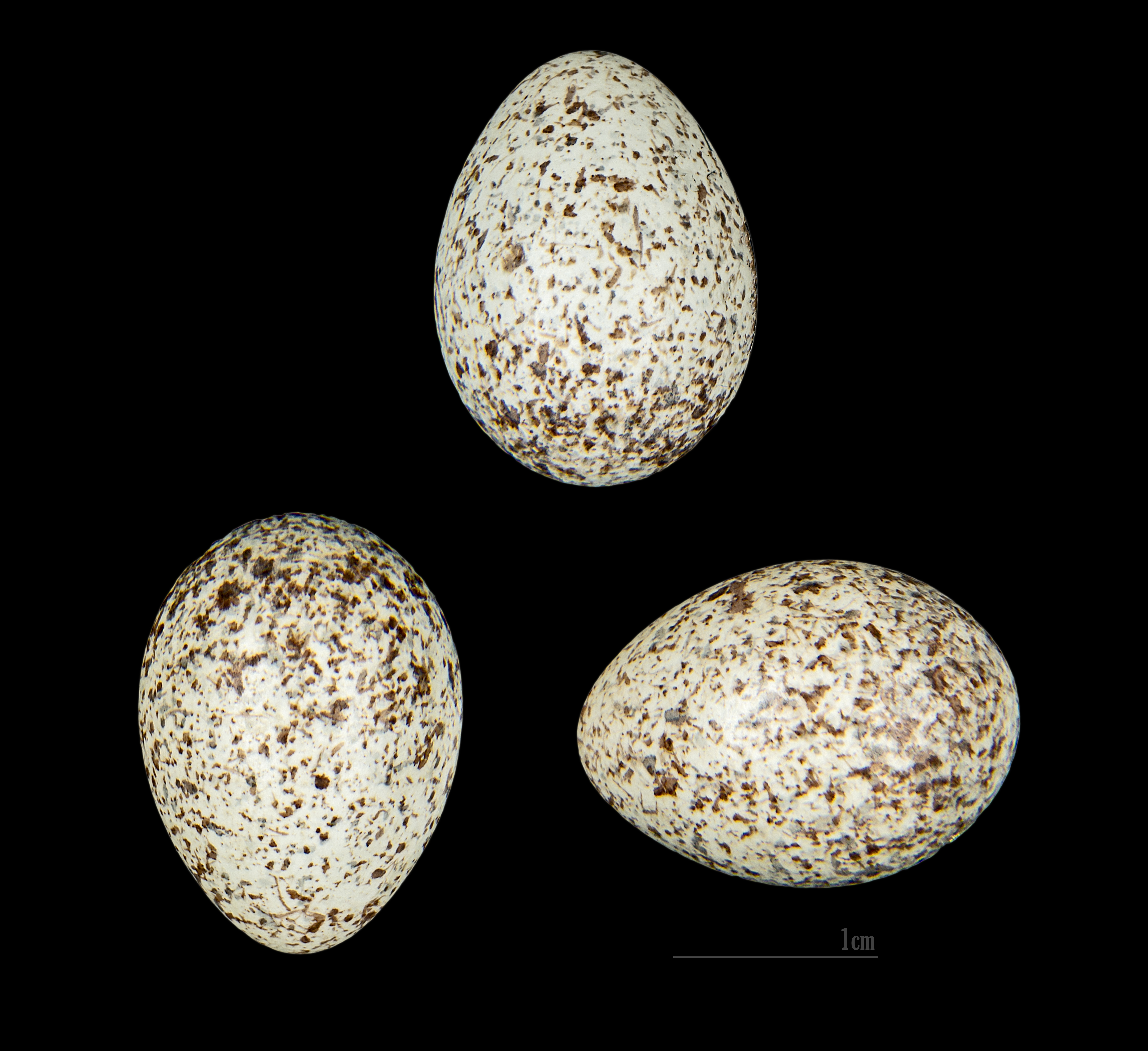
Anthus campestris

Füves talajra rakja fészkét. Fészekalja 4-5 tojásból áll

## Kárpát-medencei előfordulása
Magyarországon rendszeres fészkelő.

## Védettség
Szerepel a Természetvédelmi Világszövetség Vörös Listáján, még mint nem fenyegetett. Európában sebezhető fajnak számít. A Magyarországon védett, pénzben kifejezett értéke 50 000 Ft.